# Paroo River
Der Paroo River ist ein Fluss im Osten Australiens und gilt als wichtigster Nebenfluss des Darling River, obwohl seine Wasser diesen normalerweise nicht erreichen, weil sie vorher versickern. Er ist der letzte unregulierte Fluss im nördlichen Teil des Murray-Darling-Beckens.

## Verlauf
Der Fluss entspringt im Canyonland des westlichen Queensland zwischen Adavale und Charleville beim Mariala-Nationalpark, mäandriert nach Süden, verteilt sich in die weiten Flutebenen von New South Wales und erreicht schließlich die Paroo-Überschwemmungsseen im Paroo-Darling-Nationalpark. Seine Gesamtlänge beträgt rund 600 Kilometer.

## Feuchtgebiete des Paroo River
Die Feuchtgebiete des Paroo River im Nordwesten des Bundesstaates New South Wales sind für eine Reihe von Wasservögeln im Osten Australiens sehr wichtig. Dazu gehören auch bedrohte Arten, wie die Affengans und die Australische Goldschnepfe.
Am 20. September 2007 kündigte der australische Minister für Umwelt und Wasservorräte, Malcolm Turnbull, an, dass die australische Bundesregierung die Feuchtgebiete des Paroo River in die Ramsar-Konvention aufgenommen hatte, was sie zum 65. australischen Feuchtgebiet mit internationaler Bedeutung in dieser Vereinbarung machte.

## Galerie

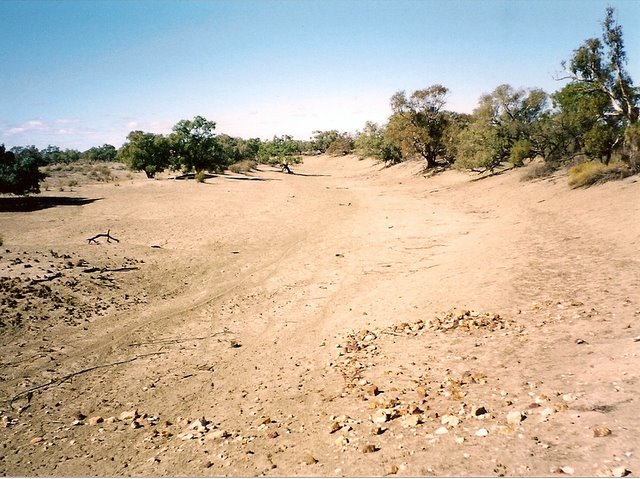
Der ausgetrocknete Paroo River bei Wilcannia NSW
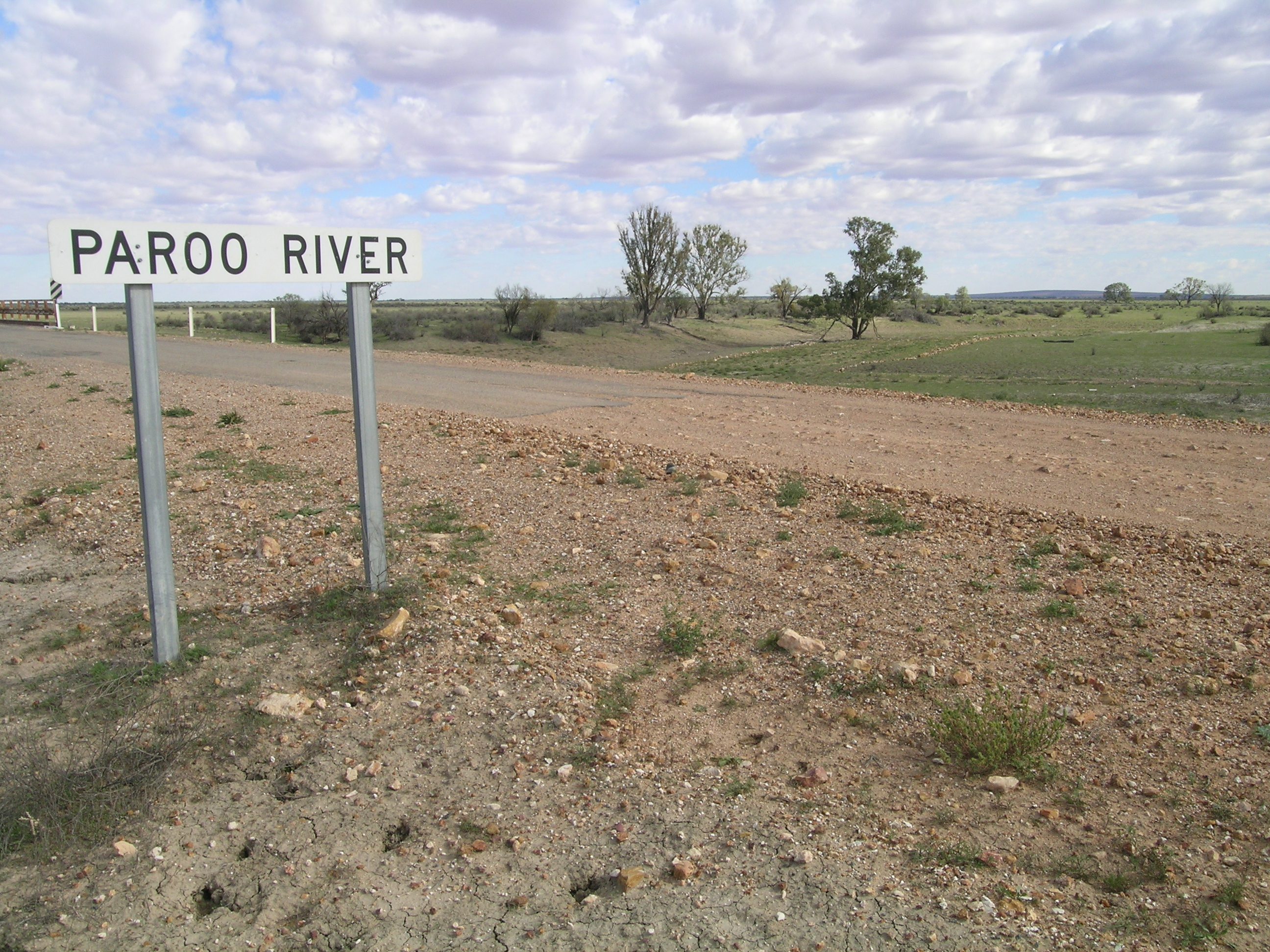
Verkehrszeichen an der Brücke über den Paroo River bei Wilcannia NSW